# Franco Bonora
Franco Bonora (Caerano di San Marco, 21 settembre 1949) è un ex calciatore italiano, di ruolo difensore.

## Carriera
Cresciuto nel Bologna, nel 1970 viene ceduto all'Udinese dove disputa cinque campionati di Serie C.
Gioca poi per altri due anni in Serie C con Salernitana e Paganese prima di tornare all'Udinese, dove vince il campionato di Serie C 1977-1978 e debutta in Serie B, vincendo con i friulani anche il campionato 1978-1979.
Chiude la carriera da professionista nel 1981 disputando le ultime due stagioni in Serie B con la maglia del Lecce.

## Palmarès

### Club

#### Competizioni internazionali
- Coppa Anglo-Italiana: 1

Udinese: 1978

#### Competizioni nazionali
- Campionato italiano di Serie B: 1

Udinese: 1978-1979
- Campionato italiano Serie C: 1

Udinese: 1977-1978 (girone A)
- Coppa Italia Semiprofessionisti: 1

Udinese: 1977-1978